# ولکان قنطورس
ولکان قنطورس (انگلیسی: Vulcan Centaur) یک وسیله پرتاب سنگین دو مرحله‌ای به مدار است که توسط ائتلاف پرتاب و راه‌اندازی (ULA) توسعه یافته‌است. اساساً برای پاسخگویی به درخواست‌های پرتاب برای برنامه پرتاب فضایی امنیت ملی (NSSL) دولت ایالات متحده برای استفاده توسط نیروی فضایی ایالات متحده و سازمان‌های اطلاعاتی ایالات متحده برای پرتاب ماهواره‌های امنیت ملی طراحی شده‌است. این سیستم به دلیل بازنشستگی، جایگزین هر دو سیستم پرتاب بالابر سنگین ULA (اتلس ۵ و پرتابگر سنگین دلتا ۴) خواهد شد. ولکان قنطورس همچنین برای پرتاب‌های تجاری استفاده خواهد شد، از جمله سفارش ۳۸ پرتاب از کویپر سیستمز.
توسعه موشک ولکان در سال ۲۰۱۴ آغاز شد و عمدتاً در پاسخ به رقابت فزایندهٔ اسپیس‌اکس و تمایل به حذف تدریجی RD-180 روسی مورد استفاده در اتلس ۵ بود. این وسیله در ابتدا برای اولین پرواز در سال ۲۰۲۰ برنامه‌ریزی شده بود، این برنامه با بیش از سه تأخیر انجام شد.